# Lago Vänern
El lago Vänern (pronunciación sueca: ['vɛːnɛɳ]) es el mayor lago de Suecia, de Escandinavia y el tercero mayor de Europa, con una superficie de 5648 km² y situado a 44 m s. n. m. La profundidad media es de 27 m y la mayor profundidad es de 106 m.
El lago Vänern es parte del canal Göta y está conectado con el mar del Norte/Kattegat junto a Gotemburgo en su lado oeste y con el lago Vättern por el canal Göta.

## Etimología
El origen del nombre es confuso, y sujeto de diversas hipótesis. Una de ellas afirma que Vänern  proviene de Mar (Væni en las transcripciones de la década de 1100, en los documentos denominados Lacus Wener de 932). 
Por otro lado, se considera que Venir es una interpretación de la antigua palabra sueca vænir, con enlaces a las palabras “amigo esperanza" y amigo 'confiable', 'bellos'. Otra posibilidad es que vænir asociado con un viejo nombre del río Göta, Van "esperanza". 
En general, las interpretaciones son inciertas y el nombre pueden ser varios miles de años, y vinculados a las palabras ahora infames.

## Historia
La parte sureste del Vänern es una depresión que parece haber surgido por la erosión de roca sedimentaria de edad paleozoica durante la glaciación cuaternaria. Esta erosión habría dejado nuevamente al descubierto partes de la penillanura subcámbrica. Debido a que las orillas meridional y oriental son partes en las que la penillanura subcámbrica se inclina suavemente hacia el norte y el oeste, respectivamente, el lago es bastante poco profundo en estos lugares. La orilla occidental del lago sigue en gran medida una escarpa de falla asociada a la falla Vänern-Göta.
El lago moderno se formó tras la glaciación cuaternaria hace unos 10.000 años; cuando el hielo se derritió y toda la llanura central de Suecia quedó cubierta de agua, creando un estrecho entre el Kattegat y el Golfo de Botnia. Debido a que el subsiguiente rebote postglacial superó la subida simultánea del nivel del mar, el lago Vänern pasó a formar parte del lago Ancylus que ocupaba la cuenca del Báltico. El Vänern estaba conectado al lago Ancylus a través de un estrecho en Degerfors, Värmland. El posterior levantamiento hizo que lagos como el Vänern y el Vättern quedaran aislados del Báltico,por lo que aún quedan especies de la Edad de Hielo que normalmente no se encuentran en los lagos de agua dulce, como el anfípodo anfípodo Monoporeia affinis. El 6 de mayo de 2009 se encontró  un barco vikingo en el fondo del lago.
La historia que cuenta el mitógrafo islandés del siglo XIII Snorri Sturluson en su Prose Edda sobre el origen del Mälaren probablemente tratara originalmente del Vänern: el rey sueco Gylfi prometió a una mujer, Gefjon, tanta tierra como cuatro bueyes pudieran arar en un día y una noche, pero ella utilizó bueyes del país de los gigantes y, además, arrancó la tierra y la arrastró hasta el mar, donde se convirtió en la isla de Selandia. La Edda en prosa dice que "las ensenadas del lago corresponden a los cabos de Selandia"; dado que esto es mucho más cierto en el caso del Vänern, el mito probablemente se refería originalmente a este lago, no al Mälaren.
La batalla en el lago helado de Vänern es una batalla del siglo VI que está registrada en las sagas nórdicas y mencionada en la epopeya anglosajona Beowulf. En la Beowulf se afirma que el Vänern está cerca del montículo del dragón de Earnaness.

## Geografía
El lago tiene relativamente poca profundidad y cubre un área ligeramente ovalada de 5,655 km². Su origen es glaciar y en su interior existe un pequeño archipiélago.
La profundidad media del lago es de 27 metros y la profundidad máxima es de 106 metros. El nivel del agua del lago está regulado por la central hidroeléctrica de Vargön.
Geográficamente, está situado en la frontera entre las regiones suecas de Götaland y Svealand, divididas entre varias provincias: la masa de agua occidental se conoce como Dalbosjön y pertenece principalmente a Dalsland; la oriental se conoce como Värmlandsjön y su parte septentrional pertenece a Värmland y su parte meridional a Västergötland. 
Su principal afluente es el Klarälven, que desemboca en el lago, cerca de la ciudad de Karlstad, en la orilla norte. Otros afluentes son los ríos Gullspångsälven, Byälven y Norsälven. Por el suroeste, el Göta Älv, que forma parte de la vía fluvial del canal Göta, desemboca en el lago Vänern y, más al sur, en el lago Vättern.
Las oportunidades económicas que ofrece el Vänern quedan ilustradas por los pueblos de los alrededores, que se han mantenido durante siglos gracias a la pesca y que permiten un fácil transporte a otras ciudades o al oeste, por el canal Göta hasta el mar de Kattegat. Esto incluye directamente a Karlstad (fundada en 1584), Kristinehamn (1642), Mariestad (1583), Lidköping (1446), Vänersborg (1644), Åmål (1643), Säffle (1951) y, de manera indirecta, Trollhättan (1916).
El archipiélago de Djurö rodea la isla del mismo nombre, en el centro del lago, y ha recibido el estatus de parque nacional como parque nacional de Djurö.
La cresta (montaña meseta) de Kinnekulle es una popular atracción turística cerca de la orilla sureste del Vänern. Tiene las mejores vistas sobre el lago, a unos 270 metros sobre su nivel. Otro monte cercano es el Halleberg. 

## Pesca
El lago Vänern cuenta con numerosas especies de peces. La población local y los funcionarios del gobierno intentan hacer cumplir los proyectos de conservación de la pesca debido a las amenazas que pesan sobre el hábitat de estos animales. Estas amenazas incluyen el uso del agua para cultivos en los afluentes, la contaminación y el síndrome M74 (trastorno de la reproducción del salmón). La pesca deportiva en el Vänern es libre y no está regulada, tanto desde la orilla como desde embarcación (con algunas restricciones, por ejemplo, un máximo de tres salmones o truchas por persona y día). La pesca comercial requiere un permiso.
En las aguas abiertas del Vänern, el pez más común es el eperlano (Osmerus eperlanus), que abunda en el Dalbosjön oriental, donde la media es de 2600 eperlanos por hectárea. El segundo más común es el vendace (Coregonus albula), que también abunda en el Dalbosjön, con una densidad de entre 200 y 300 peces por hectárea. Las poblaciones pueden variar mucho de un año a otro, dependiendo de la temperatura, el nivel y la calidad del agua.
Los peces grandes más importantes del lago son la trucha común (Salmo trutta) y el lucioperca (Sander lucioperca). El pez pequeño más importante es la perca espinosa.

### Salmón
El lago Vänern cuenta con dos subgrupos de salmón de tierra salmón del Atlántico (Salmo salar), conocido localmente como salmón de Vänern ("Vänerlax"). Ambos son autóctonos del lago Vänern y todos los peces progenitores deben desovar en las aguas corrientes adyacentes para asegurar su supervivencia y producir descendencia. El primer subgrupo recibe el nombre de un afluente oriental del lago, Gullspångsälven, por lo que se denomina salmón Gullspång ("Gullspångslax"). La segunda variedad es el salmón de Klarälv ("Klarälvslax"), que desova principalmente en el sistema de drenaje del río Klarälven, de más de 500 km de longitud. Históricamente, el salmón del Klarälv emigraba hasta 400 km río arriba, hacia Noruega, para desovar en los tramos más septentrionales del río.
Estos dos subgrupos de salmónidos están más emparentados con las poblaciones del Báltico que con las del Mar del Norte (Palm et al., 2012), y ambos, en su aislamiento, se han desarrollado de forma distintiva en el lago Vänern durante más de 9.000 años (Willén, 2001). También son muy notables porque nunca han entrado en el océano y, en cambio, siguieron la deglaciación de las cuencas hidrográficas interiores de Suecia al final del Último Periodo Glacial. En la década de 1800, las capturas anuales tanto en el Vänern como en el Klarälven eran elevadas (más de 50.000 peces anuales solo en el Klarälven), pero disminuyeron durante la década de 1900 hasta alcanzar niveles críticamente bajos en la década de 1960, lo que se asemeja a muchos grandes ríos del mundo (Parrish et al., 1998; Piccolo et al., 2012). Hasta la época de la explotación hidroeléctrica, las capturas (con métodos de captura mucho menos refinados) de salmónidos solo en el lago Vänern eran de unas 100 toneladas anuales. Además, había capturas en otros ríos y afluentes (Ros, 1981). Por lo tanto, la captura total anual de salmón del Vänern probablemente superaba los 100.000 peces al año (entre 350 y 400 toneladas métricas).
Se sabe que estos grandes salmones de tierra pesan hasta 18 kg (40 lb) (Ros, 1981) en el lago Vänern. La variante Gullspång se conoce ahora como la cepa más grande y de crecimiento más rápido. Aunque puede haber sido diferente en el pasado, ya que de Klarälven se tiene información histórica de que una población de salmón grande y de crecimiento temprano, cuya cifra de peso estaba entre 8 kg y 17 kg, la cual alcanzó cuando migró hasta sus zonas de desove en el afluente noruego de Trysilälven. El mayor salmón sin litoral registrado en el mundo, de más de 20 kg (44 lb), se capturó también en el cercano lago Vättern en 1997, y se documentó que era de la población de Gullspång. También se ha informado de la captura en el lago de un ejemplar de 23 kg (51 lb) de la especie afín de trucha marrón ("Salmo trutta lacustris") por parte de pescadores comerciales locales (Ros, 1981). En Gullspångsälven, por el contrario, se produjo un aumento temprano de salmones más pequeños (3-4 kg). Esta variante, llamada los "verdes" ("gröningen"), vagaba por el lago Skagern hasta las zonas de desove en Letälven. De estas 5 cepas de salmón diferenciadas y separadas en cada uno de estos ríos, tanto la cepa de primavera de Gullspångsälven como la cepa de otoño de Klarälven han desaparecido debido a la destrucción de los hábitos (Ros, 1981). También se ha extinguido la cepa de salmón de carrera temprana que en su día desovaba en los tramos superiores de Noruega.
Se cree que al menos otras 3 subespecies de salmón de agua dulce también se extinguieron anteriormente en el lago, sobre todo debido a la construcción de centrales hidroeléctricas y presas. Por lo tanto, este tipo único de salmón de agua dulce también habitó en su día Norsälven y sus afluentes (la central eléctrica de Frykfors se construyó en 1905, pero la pesca del salmón no terminó en el río hasta 1944, después de que se eliminara la obligación de mantener las escalas para el salmón y se empezara a construir la central eléctrica de Edsvalla), Byälven  y sus afluentes (que se extinguieron en la década de 1950 debido a la construcción de la central eléctrica de Jössefors y a la ausencia de la obligación de construir escalas para peces) y en Borgviksån (en 1939 se construyó una nueva central eléctrica junto a las cataratas superiores de Borgviksån, sin que se construyera una escala para peces, lo que bloqueó el acceso a las zonas de desove río arriba).
Las grandes y únicas poblaciones de trucha marrón lacustres que se encuentran en el lago Vänern, que también se extinguieron, incluyen poblaciones procedentes de los sistemas de drenaje que llegan a través de Norsälven, Byälven, Upperudsälven,  Åmålsån, Borgviksån, Lidan, y en la salida de los lagos los rápidos cerca de Vargön (como un tipo muy especial de trucha que desova río abajo y que se llama localmente "Vänerflabben). Sólo en Gullspångsälven y Tidan quedan confirmadas pequeñas poblaciones de salmónidos migratorios autosuficientes procedentes de Vänern (Ros, 1981). Las poblaciones de Klarälven se mantienen artificialmente mediante el transporte humano a las zonas de desove por encima de 9 centrales eléctricas y la población de trucha marrón migratoria aquí está casi extinguida. Sin embargo, la mayoría de estas subespecies de salmón sin litoral, antaño únicas, que se encontraban en el lago Vänern han desaparecido para siempre de la faz de la tierra debido a las incursiones del hombre. También hay otras especies de salmónidos (trucha común, trucha ártica y grayling) que se encuentran en los lagos, ríos y arroyos que los conectan. Algunas de estas cepas aisladas de trucha marrón lacustre son de gran tamaño y genéticamente únicas, aunque hoy en día también están gravemente amenazadas (Ros, 1981).
Los cambios ambientales negativos en las aguas que albergan las etapas juveniles del salmón (que tienen demandas específicas de agua limpia y corriente en su "etapa pre-lago", que dura de 1 a 3 años) han tenido un efecto no deseado en la producción de esguines naturales que ahora entran en el lago. Esto es especialmente cierto en el río Gullspång, donde se cree que queda menos del 1% del hábitat natural de producción de esguines en el sistema de drenaje de la cuenca circundante (Ros, 1981). Tanto el salmón como la trucha también dependen en gran medida de poder llegar a sus zonas de desove, lo que actualmente está muy limitado tras la construcción de numerosas presas en ambos sistemas fluviales. Otros factores que contribuyen al deterioro del hábitat son la silvicultura y la tala de árboles, la agricultura, la acidificación de las aguas, la contaminación, la construcción de carreteras, la presión pesquera, los depredadores (principalmente visón y cormorán - que son especies introducidas accidentalmente) y el cambio climático ([Nordberg 1977] y [Piccolo et al. 2012]).
Por lo tanto, se cree que la producción global de esguines naturales está hoy en día muy por debajo del 10% de la producción y capacidad anteriores del lago Vänerns ([P.O. Nordberg, datos no publicados], [Christensen 2009], [Runnström 1940] y [Ros 1981]). Por lo tanto, las poblaciones de salmón y trucha del lago dependen hoy en día en gran medida de la piscicultura de esguines, que también se liberan en el lago y en algunos de sus afluentes cada año ([Consejo Sueco de Pesca (Fiskeriverket)], [Fortum (la empresa operadora de la hidroeléctrica)], [el Consejo Administrativo del Condado de Värmland (Länsstyrelssen I Värmland)] y [Estadísticas de Suecia (SCB, http://www.scb.se)]. Sin embargo, este procedimiento no ha resultado en absoluto adecuado para sustituir la anterior capacidad de producción natural de estas aguas, lo que ha provocado una disminución tanto de los volúmenes como de la calidad general de las cepas silvestres restantes.
La proporción de salmones y truchas salvajes combinados en las capturas comerciales en Vänern ha aumentado desde un máximo del 5% en 1997 (Fiskeriverket y Länsstyrelsen i Värmlands län, 1998) hasta un 30-50% en 2008 (Degerman, 2008; Hållén, 2008; Johansson et al., 2009). El aumento de la proporción de peces silvestres en el lago podría ser el resultado de (1) el aumento de la producción natural o la protección de los peces silvestres, y (2) el descenso del número o la disminución de la supervivencia de los smolt de criadero (Eriksson et al., 2008). Dado que las pesquerías actuales del lago Vänern dependen completamente de la producción de los criaderos, la mejora de las tasas de supervivencia de los esguines de los criaderos podría aumentar las tasas de captura. Sin embargo, recientemente, el descenso de las tasas de captura de salmones y truchas criados en criaderos en todo el país ha suscitado preocupación por el estado, o la "calidad", de los esguines que se liberan (Eriksson et al. 2008; Swedish Board of Fisheries 2008). Las compañías eléctricas, obligadas por los deberes de compensación debido a los veredictos de las licencias concedidas, también se han esforzado por liberar un mayor porcentaje de peces de un año, en contraposición al ciclo más natural de dos años. Toda esta situación imperante ha provocado también un impacto negativo tanto en la diversidad genética de las poblaciones restantes (Ros, 1981) como en sus rasgos únicos, aunque mal conservados, lo que ha llevado a su actual situación de peligro de extinción.

### Otros peces
Los peces grandes más importantes del lago son la trucha común (Salmo trutta) y la lucioperca (Sander lucioperca). El pez pequeño más importante es el stickleback.
En Vänern se distinguen cinco especies de peces blancos:
- Coregonus pallasii (también común en el Neva, Golfo de Finlandia, Mar Báltico)
- Pez blanco fluvial lacustre (Coregonus megalops)
- Coregonus maxillaris (población conocida principalmente en los alrededores de Suecia)[8]
- Coregonus nilssoni
- Pez blanco de Valaam (Coregonus widegreni)
- Coregonus maxillaris